# Nachrichtensuchmaschine
Eine Nachrichtensuchmaschine (auch: Nachrichten- oder: News-Aggregator) ist eine Spezial-Suchmaschine, die aktuelle Online-Medien durchsucht. Für die Recherche nach aktuellen Themen sind Nachrichtensuchmaschinen eine wichtige Ergänzung zu allgemeinen Suchmaschinen.

## Geschichte
Nachdem Google 2003 eine deutschsprachige Version von Google News einführte ging die Bedeutung der übrigen deutschsprachigen Nachrichtensuchmaschinen zurück. Zuvor war Paperball, ein Dienst von Fireball, die wichtigste Nachrichtensuchmaschine. Neben Google bieten auch andere Suchmaschinen wie Yahoo oder Bing deutschsprachige Nachrichtensuchen an. Darüber hinaus gibt es auch unabhängige deutsche Nachrichtensuchmaschinen wie News Reader.
Im Februar 2011 hatte die Nachrichtensuchmaschine Commentarist, die ausschließlich Kommentare aus Webseiten von Zeitungen nebst der Überschrift und einem kurzen Textauszug gesammelt und angezeigt hatte, nach Androhung rechtlicher Schritte seitens der Frankfurter Allgemeinen Zeitung und der Süddeutschen Zeitung den Betrieb vorläufig eingestellt. Die Verlage sahen durch den Dienst von Commentarist ihr Urheberrecht verletzt; dem wurde entgegengehalten, Google News biete den Benutzern ein vergleichbares Angebot. Nach Abschluss von Vereinbarungen mit diversen Medienanbietern (zu denen FAZ und Süddeutsche Zeitung nicht gehören) war der Dienst seit September 2011 wieder online, stellte seinen Betrieb jedoch später ganz ein.
Die Indexierung von Online-Medien durch Suchmaschinen führte insbesondere im August 2013 im Zuge der Urheberrechtsreform zur Einführung des Leistungsschutzrechts für Presseverleger in Deutschland.
2021 stellten die Tageszeitung nd und weitere Zeitschriften den eigenen, per App verfügbaren News-Aggregator Alerta vor, der aktuelle Beiträge der beteiligten Medien sowie weiterer Nachrichtenseiten und Blogs versammelt.

## Kritik
Als Nachteil von Nachrichtensuchmaschinen wird genannt, dass sie in der Regel nur einen vergleichsweise begrenzten Zeitraum abdecken und nur eine kurze Zusammenfassung der Meldungen indexieren. Die Suche in Zeitungsarchiven bleibt entweder kostenpflichtigen Angeboten vorbehalten oder muss mittels der Website-Suchmaschine der vergleichsweise wenigen Online-Medien durchgeführt werden, die ein öffentlich zugängliches Seitenarchiv unterhalten.
Eine Arbeit aus dem Jahr 2013 stellte den Nachrichtensuchmaschinen im Hinblick auf Transparenz, Vielfalt und Aktualität der Treffer ein schlechtes Zeugnis aus. Untersucht wurden Google News, MSN Newsbot, die Newssuche der Netzeitung, Paperball, Web.de Nachrichten und Yahoo News, von denen einige inzwischen nicht mehr existieren. Vor allem die Vielfalt der nachgewiesenen Quellen war als enttäuschend bewertet worden. Insbesondere würden die Grenzen zwischen Journalismus und Public Relations (vgl. Content Marketing) vermischt. Zudem seien Nachrichtensuchmaschinen nicht in der Lage, qualitative Relevanz abzubilden; die Reihenfolge der Trefferliste richte sich an rein technischen Kriterien aus, was im Ergebnis zu schwer absehbaren Folgen sowohl für den Journalismus als auch für die Benutzer (und darüber hinaus auch für den demokratischen Diskurs) führen könne. Die Einstufung der Nachrichtensuchmaschinen als begrenzte inhaltliche Vielfalt wurde jedoch auch hinterfragt, da unklar ist was der Benchmark für die Bewertung ist. Eine Sortierung der Ergebnisse nach qualitativer Relevanz statt technischer Kriterien, würde zudem die Suchneutralität verletzen.